# Ramón Labañino
Ramón Labañino Salazar, född 9 juni 1963 i Havanna, Kuba, är en av de omtalade fem kubaner som sitter fängslade för spioneri för Kuba i USA.